# Trzeszków-Kolonia
Trzeszków-Kolonia – część wsi Trzeszków w Polsce, położona w województwie świętokrzyskim, w powiecie starachowickim, w gminie Pawłów.
W latach 1975–1998 Trzeszków-Kolonia administracyjnie należała do województwa kieleckiego.
Wierni Kościoła rzymskokatolickiego należą do parafii Parafia św. Małgorzaty w Chybicach.